# الفرخي السيستاني
الفرخي السيستاني (ت. 429 هـ) هو حكيم وشاعر ، من أهل سيستان.
هو أبو الحسن علي بن جولوغ، وقيل قلوع السنجري السيستاني، وقيل السجستاني، المشتهر في شعره بفرخي. مدح أبا المظفر الچغاني والسلطان محمود الغزنوي وأحمد بن الحسن الميمندي والحسن بن محمد الميكالي النيسابوري وعبد الله بن يوسف السيستاني الحصيري وحظي لديهم. توفي سنة 429 هـ.

## آثاره
من آثاره: كتاب «زبده نخبة ديوان» و«اشعار گزيده فرخي» وديوان شعر.